# Анна-Мария Орлеанска
Анна-Мария Орлеанска (на френски: Anne Marie d'Orléans) е френска принцеса, херцогиня на Савоя, кралица на Сицилия и първа кралица на Пиемонт и Сардиния – съпруга на сардинския крал Виктор-Амадей II.

## Произход
Анна-Мария е родена на 27 август 1669 г. в Шато дьо Сен Клод, Франция. Дъщеря е на орлеанския херцог Филип I и на английската принцеса Хенриета-Анна Стюарт. Бащата на Анна-Мария е по-малък брат на крал Луи XIV, майка ѝ е дъщеря на английския крал Чарлз I.
Майката на Мария-Анна умира десет месеца след раждането ѝ, а година по-късно орлеанският херцог се жени за 21-годишната Елизабет Пфалцка, с която Мария-Анна поддържа много близки отношения. От втория брак на баща ѝ се ражда по-малкият полубрат на Анна-Мария – бъдещият френски регент Филип II Орлеански.

## Кралица на Пиемонт и Сардиния
За да обезпечи френското влияние в Италия, крал Луи XIV сгодява племенницата си за савойския херцог Виктор-Амадей II. Първоначално двамата са венчани по доверие във Версай на 10 април 1684 г., а след това и лично в Шамбери на 6 май същата година. Луи XIV изпраща племенницата си в Савоя със зестра от 900 хиляди ливри.
Въпреки че е женен за Франция, съпругът на Анна-Мария се включва във Войната за испанското наследство срещу Франция. През 1706 г. френски и испански войски, командвани от полубрата на Анна-Мария, обсаждат Торино, а Анна-Мария и синовете ѝ Виктор-Амадей и Карл-Емануил са принудени да бягат от града.
След подписването на Утрехтския мир от 1713 г. съпругът на Анна-Мария получава кралска титла и присъединява към владенията си Сицилианското кралство, което е част от бившите владения на Испания. През 1720 г. обаче той е принуден да замени владенията си в Сицилия срещу по-незначителната Сардиния, но запазва кралската си титла като първи крал на Пиеомонт и Сардиния.
Анна-Мария умира на 26 август 1728 г. и е погребана в базилика „Суперга“ в Торино. През 1730 съпругът ѝ абдикира от престола в полза на сина им Карл-Емануил.

## Деца
Анна-Мария ражда на съпруга си шест деца:
- Мария-Аделаида Савойска, херцогиня на Бургундия и дофина на Франция (1685 – 1712) – съпруга на бургундския херцог и френски дофин Луи – внук на Луи XIV, тя е и майка на следващия френски крал – Луи XV;
- Мария-Анна Савойска (1687 – 1690)
- Мария-Луиза Савойска, кралица на Испания (1688 – 1714) – съпруга на испанския крал Филип V д'Анжу – внук на Луи XIV;
- Виктор-Амадей (1699 – 1715);
- Карл-Емануил III, крал на Пиеомонт и Сардиния (1701 – 1773)
- Емануил-Филиберто, херцог на Шабле (1705 – 1715).